# Ficosa
Ficosa (raó social Ficosa International, S.A.) és un grup industrial familiar català, fundat l'any 1949, dedicat a la recerca, desenvolupament, producció i comercialització de sistemes i components per a automòbils, vehicles comercials i industrials, i vehicles especials. Té la seu central a Barcelona, compta amb un equip global de més de 6.700 persones (2010) i està present amb fàbriques, centres d'enginyeria i oficines tècnico-comercials a 19 països d'Europa, Amèrica del Nord, Amèrica del Sud i Àsia. Ficosa està present a Espanya, Portugal, França, Itàlia, Alemanya, Gran Bretanya, Polònia, Romania, Eslovènia, Turquia, Índia, Xina, Japó, Corea, Argentina, Brasil, Mèxic, Estats Units i Rússia. Els centres de Ficosa estan ubicats a prop dels centres de decisió i/o producció dels fabricants de vehicles amb els quals treballa. Entre els productes que fabrica hi ha retrovisors, sistemes de comandament i control, plàstics, sistemes elèctrics i sistemes de seguretat i tancament.
El grup dedica el 4% de la seva xifra de negoci a R+D+i i compta amb una cartera de més de 600 patents i marques actives. La companyia és proveïdora oficial Tier1 i soci tecnològic de la majoria de fabricants de vehicles arreu del món. Des de març de 2017 és controlat per Panasonic.

## Història
Ficosa va néixer a Barcelona l'any 1949 quan Josep Maria Pujol i Josep Maria Tarragó fundaren Pujol y Tarragó S.L., un petit taller dedicat a la fabricació de cables mecànics pel mercat de recanvis. L'empresa va créixer i l'any 1970 obrí oficina a Portugal. A partir de 1985, després de l'entrada d'Espanya en la Comunitat Europea, Ficosa inicià un ampli creixement internacional. L'any 1995 facturà 195 milions d'euros amb un 59% de fora d'Espanya. L'empresa passà dels 228 milions d'euros de facturació l'any 1996 als més de 710 milions d'euros l'any 2002. Ficosa es va instal·lar a Amèrica en 1995, als Estats Units i a Mèxic, i l'any 1997 ho va fer al Brasil i Argentina. L'any 1998 arribà a la India, amb una joint venture amb el grup Tata. L'any 2001 Ficosa comprà la divisió de retrovisors de Magneti Marelli consolidant la seva presència a Europa amb fàbriques a Polònia i Turquia. Ficosa obrí una oficina tècnico-comercial al Japó (2001) i concertà aliances a Corea (2001), Romania i Xina (2002). L'any 2005 obrí la segona fàbrica a Turquia i Índia i una nova fàbrica a Polònia. El 2006 creà una filial pròpia i un centre d'enginyeria a la Xina, i obrí una tercera fàbrica a l'Índia gràcies a l'aliança amb Tata. El 2006 obrí un centre d'enginyeria a Monterrey (Mèxic). El 2007 inicià operacions a Rússia, i amb l'empresa GMV comercialitzà un mòdul de comunicacions per facilitar la comunicació entre vehicles. L'any 2008 comprà els actius de l'empresa Delbar als Estats Units. Creà amb Omron l'empresa Adasens, dedicada a sistemes ADAS (Advanced Driver Assistance Systems). El 2010 comprà Imic i en 2011, Camryn, amb plantes de producció ubicades a Indiana, Tennessee i Kentucky i un centre tècnic a Michigan, incrementant fins al 28,7% la seva quota de mercat en retrovisors en la zona NAFTA.
El president, Josep Maria Pujol i Artigas, pare de 7 fills, 4 dels quals treballen a Ficosa, l'any 2002 va iniciar el relleu generacional. Va mantenir la presidència i nomenà Josep Maria Tarragó com a vicepresident executiu, i Xavier Pujol com a conseller delegat. L'any 2007 l'empresa va nomenar l'enginyer industrial Vicenç Aguilera com a director general de I+D per a tot el món, coordinant l'activitat des de la central ubicada a Mollet del Vallès. Josep Maria Tarragó, vicepresident de Ficosa i cosí del conseller delegat Xavier Pujol, fou destituït del seu càrrec el juny de 2011 per la família Pujol. També fou destituït Jordi Tarragó, controller de Ficosa. Josep Maria Tarragó acusà Ficosa d'acomiadar-lo per discrepàncies amb els comptes i la compra de Sony.
L'any 2010 Ficosa va adquirir la fàbrica de televisors de Sony a Viladecavalls, mantenint les instal·lacions i la seva plantilla. Ficosa va pactar amb Sony la continuïtat de la fabricació televisors fins a finals de 2012, per així, durant aquest període transitori, poder preparar la fàbrica per a la producció de components per a fabricants d'automòbils. El projecte de Ficosa a Viladecavalls buscà la diversificació i especialització electrònica de l'empresa. L'operació fou el procés de reconversió industrial més gran d'aquells anys a Espanya, i obligà a una reorganització del grup, tancant el centre de Ficosa a Mollet del Vallès i convertint la fàbrica de Rubí un centre d'excel·lència en renovables. Quan es completi el procés de reconversió, a Viladecavalls treballaran a prop de 1.600 persones, 920 procedents de Sony més 700 de la planta de Mollet (400 d'ells enginyers, 300 dels quals procedeixen de Rubí i 50 del centre de Barcelona). Com a primer pas, l'any 2011 es va crear l'enginyeria Idneo, participada al 50% per Ficosa i al 50% per COMSA EMTE. A Idneo hi treballen els 150 enginyers heretats de Sony.
L'any 2011 Ficosa va enllestir el primer gran projecte de bateries per a cotxes, amb un acord amb Sanyo, fabricant de cèl·lules de bateria per als automòbils, i amb SEAT, per produir a Viladecavalls un mòdul electrònic per a les capses de bateries. El 2011 Ficosa liderà un grup de 18 empreses en la recerca de tecnologies de telecomunicacions integrades a l'automòbil, per fabricar a Viladecavalls un nòdul de telecomunicacions que portaran tots els vehicles.
El juliol de 2014 Ficosa negociava una ampliació de capital de 100 milions d'euros. Les negociacions estaven obertes mirant prioritàriament cap al Japó. El setembre de 2014 va arribar a un acord amb la Panasonic segons el qual la companyia japonesa adquirirà el 49% de les accions del grup amb seu a Viladecavalls. Panasonic va realitzar aquesta compra amb la voluntat d'adquirir l'experiència en vidres d'automoció que té Ficosa, amb vistes al futur mirall electrònic dels vehicles. El cost de la compra no es va fer públic, però fonts del sector el van estimar en uns 200 milions d'euros. Aquesta venda també va servir per posar fi a la disputa entre les famílies Pujol i Tarragó, principals accionistes de l'empresa que es trobaven enemistats des de 2011
El març del 2017 Panasonic va prendre el control de l'empresa, adquirint el 69% de les accions.

## Línies de producte
Ficosa té 3 grans divisions operatives, una dedicada a l'automòbil, una altra dedicada al vehicle comercial i industrial i una altra centrada en innovació i noves tecnologies. Amb l'adquisició de la fàbrica de Sony, l'any 2011 sumà les divisions de renovables, centrada a Rubí, i la d'enginyeria (Idneo), dedicada també a donar suport a la transferència de tecnologia cap a sectors com transport, aeroespacial, comunicacions, ferroviari i salut.
Els principals productes de la multinacional catalana són els sistemes retrovisors (exteriors i interiors), els sistemes de comandament i control (canvis de marxes, frens de mà, cables mecànics), els sistemes plàstics del compartiment motor (dipòsits, tubs d'aireació, sistemes neteja parabrises i neteja fars), els sistemes per a seients i portes (lumbars, manetes i cables d'accionament), els sistemes de comunicació avançada (sistemes d'antenes i mòduls telemàtics), els sistemes d'ajuda a la conducció, en anglès "Advanced Driver Assistance Systems", i sistemes i components per a vehicles elèctrics i híbrids endollables (empaquetat i gestió electrònica de les bateries).

## Premis
- 2009: Premi del Saló Internacional de l'Automòbil, en la categoria Tecnologies, Processos i Materials[17]
- 2009: Premi Cambra a la Gestió del Disseny 2009, atorgat per la Cambra de Comerç de Barcelona[18]
- 2011: Premi Auto 2011, atorgat per l'escola de negocis IESE a Josep Maria Pujol, president de Ficosa[19]
- 2011: Premi de Lideratge, atorgat per la multinacional Johnson Controls[20]